# 김민욱 (농구 선수)
김민욱(1990년 11월 5일~)은 한국프로농구 부산 KT 소닉붐 소속 농구선수이다. 2012년 KBL 드래프트에서 전체 11순위로 안양 KGC 인삼공사에 지명되었다가 2017년 11월 팀 동료 김기윤과 함께 現 소속팀인 부산 KT 소닉붐으로 트레이드되었다.

## 학력
- 경복고등학교
- 연세대학교

## 경력
- 2012년 ~ 2017년 11월 : 안양 KGC 인삼공사 (2012년 드래프트 11순위)
- 2017년 11월 ~ 현재 : 부산 KT 소닉붐